# De avonturen van Kid Lucky
De avonturen van Kid Lucky is een stripreeks rond Kid Lucky, de kinderversie van Lucky Luke. De spin-offreeks wordt getekend en geschreven door Achdé (Hervé Darmenton), die eveneens de reeks Lucky Luke tekent.

## Achtergrond
Kid Lucky verscheen voor het eerst in de reeks Lucky Luke in het gelijknamige album. Morris, de bedenker van Lucky Luke, werkte zelf mee aan dit album. Het album kreeg nog een vervolg in 2003 met Oklahoma Jim.
In 2011 zag de spin-offreeks het levenslicht. De omslag van het eerste album, De leerling-cowboy, is een parodie op de strip Phil IJzerdraad uit de Lucky Luke-reeks: Kid Lucky en Billy Bad staan er oog in oog voor een duel met speelgoedkatapultjes; in Phil IJzerdraad staan Lucky Luke en IJzerdraad op dezelfde manier, maar dan met zesklappers. Het album bevat een kortverhaal met de geschiedenis van de kleine Lucky Luke, gevolgd door gags van één pagina lang. Onder elke gag staat een weetje over het Wilde Westen.
De slagzin van deze reeks is "De Far West is zijn speeltuin".

## Personages
Kid LuckyLuke werd gevonden door cowboy Sam nabij een aangevallen koets. Martha ontfermt zich over het kind en na enkele dagen werd het genoemd van de patroonheilige van die dag: Luke, naar Sint-Lucas. Luke blijkt over een enorm geluk te beschikken en kreeg zo zijn bijnaam "lucky" ("fortuinlijk"). Luke is een moedige, speelse en hulpvaardige jongen. Hij heeft een hekel aan baden. Ook als kind is hij al sneller dan zijn schaduw, behalve op school.
Jolly JumperHet veulen van Luke. Het is een slim en moedig dier. Luke houdt heel veel van het paard.
MarthaDe uitbaatster van de saloon. Het is een stevige, strenge vrouw die haar mannetje kan staan. Ze is bovendien grofgebekt.
EliasDe wat makke sheriff. Hij leert Luke alles over het pioniersleven.
DopeyLukes beste vriendje.
Billy BadEen vechtersbaasje, hij droomt ervan om bandiet te worden.
Hurricane LizaEen meisje met vooral typische mannentrekken. Geen poppen voor haar. Ze lijkt een kleine versie van Calamity Jane.
JoannieEen/het vriendinnetje van Luke. De tegenpool van Liza: ze is een typisch meisje. Ze draagt jurkjes, is romantisch en speelt met poppen.
PaquitoEen Mexicaans vriendje van Luke.
Miss PencilDe lerares van Luke en zijn vrienden.
SamDe cowboy die Luke vond. Hij maakt Luke en zijn vrienden wegwijs in het leven als cowboy.

## Albums
1. De leerling-cowboy
2. Lasso mortale
3. Hotemetotem
4. Volg de pijl
5. Alles kids

### In de reeks Lucky Luke bij Lucky Productions
- 33. Kid Lucky
- 37. Oklahoma Jim

## Animatiereeks
Sinds 2020 loopt een animatiereeks over Kid Lucky op de Franse zender M6Kids. Het is een samenwerking van de zender, Dargaud Media, Belvision en Ellipsanime Productions. De serie werd nog voor uitzending genomineerd voor een prijs, een op het festival Cartoon on the Bay en een op het Festival Écran Jeunesse.